# Province d'Iki
Iki (壱岐国, Iki no kuni) est une ancienne province du Japon dans laquelle se trouve l’île Iki. Elle fait partie de la préfecture de Nagasaki. Son nom est une abréviation de Isshū (壱州). Elle est classée comme une province de la région de Saikaidō.